# Uroplectes gracilior
Uroplectes gracilior es una especie de escorpión del género Uroplectes, familia Buthidae. Fue descrita científicamente por Hewitt en 1913.
Habita en Namibia, Sudáfrica y Botsuana. El sintipo masculino mide 38 mm y el sintipo femenino 37 mm.